# Тхонбури (станция)
Тхонбури (тайск. ธนบุรี) — железнодорожная станция, расположенная в Бангкоке на западном берегу реки Чаупхрая. От неё берёт начало Южная линия. Управляется компанией «Государственные железные дороги Таиланда».

## История
Станция была открыта 19 июня 1903 года и была второй станцией Южной линии до 1 января 2004 года, когда был закрыт старый вокзал Тхонбури, расположенный в 866 метрах восточнее.

## Галерея

Станция Тхонбури
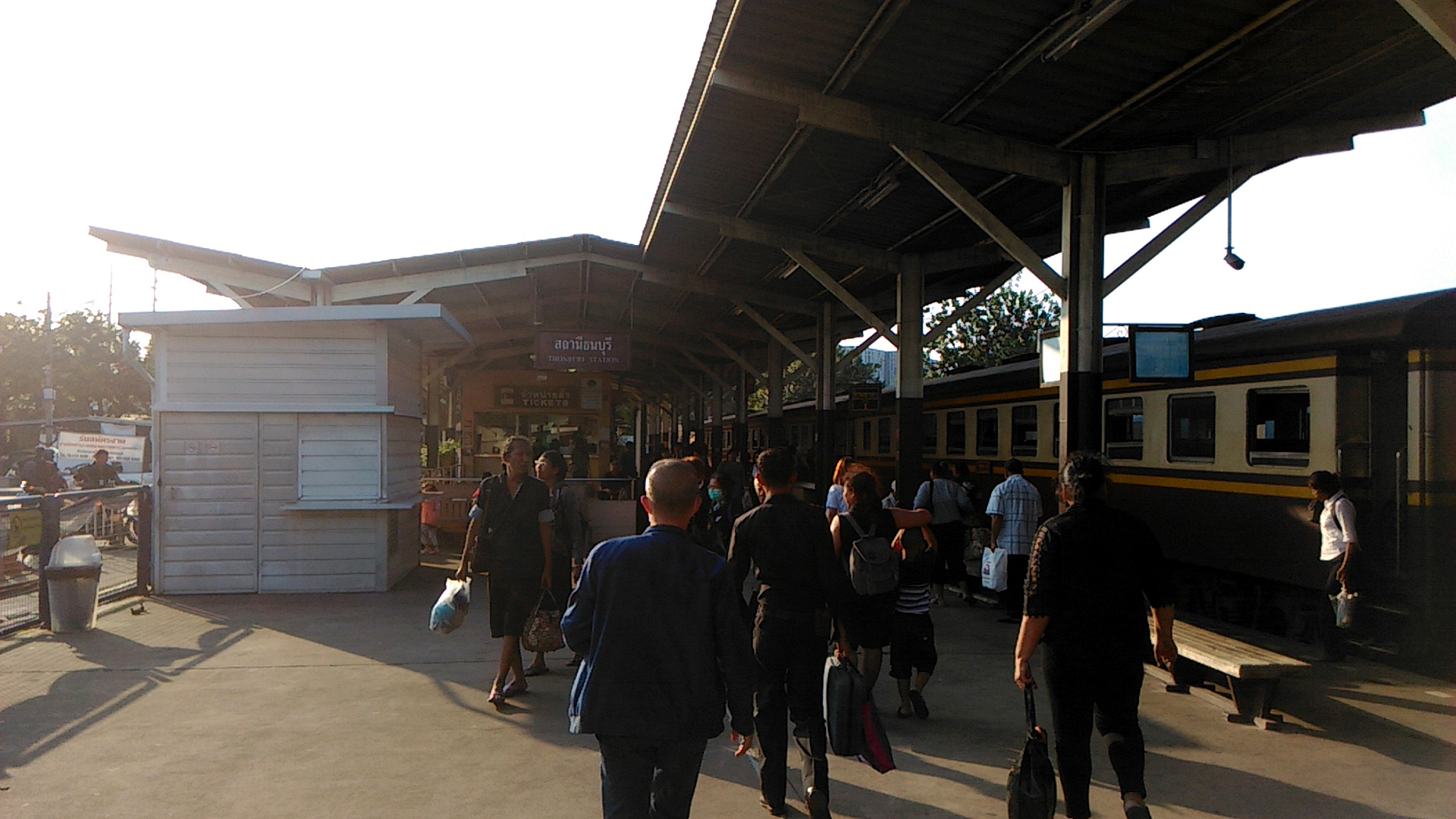
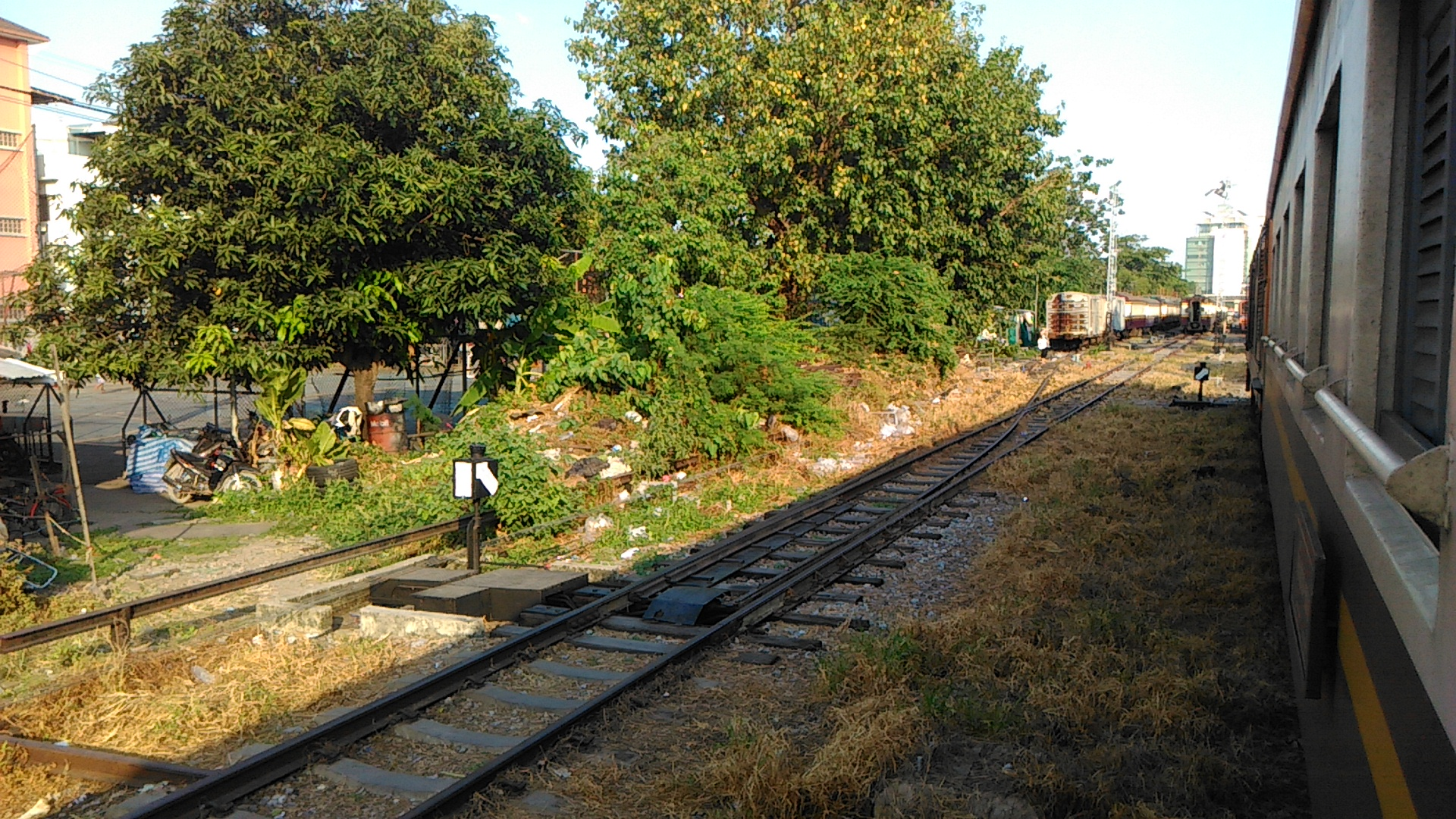